# Saripoca-de-bico-castanho
Saripoca-de-bico-castanho (nome científico: Selenidera nattereri) é uma espécie de ave pertencente à família Ramphastidae.  Pode ser encontrada no noroeste da bacia amazônica da Venezuela, Brasil, leste da Colômbia e Guiana ocidental.